# Cyprinodon simus
Cyprinodon simus é uma espécie de peixe da família Cyprinodontidae.
É endémica do México.